# Bravis Ziekenhuis
Het Bravis Ziekenhuis is een ziekenhuis met hoofdvestigingen in Roosendaal en Bergen op Zoom en drie buitenpoli's. Het ziekenhuis komt voort vanuit een fusie van het Franciscus Ziekenhuis en het Lievensberg Ziekenhuis.

## Geschiedenis
In augustus 2012 werd bekend dat het Franciscus Ziekenhuis in Roosendaal en het Lievensberg Ziekenhuis in Bergen op Zoom op 1 januari 2015 gingen fuseren tot één organisatie. Hierdoor ontstond in West-Brabant een nieuw ziekenhuis met twee hoofdvestigingen in Roosendaal en Bergen op Zoom en drie buitenpoli's in Steenbergen, Oudenbosch en Etten-Leur. Volgens de fusieplannen hebben beide ziekenhuizen een eigen profiel, de acute complexe zorg in Bergen op Zoom en de oncologische zorg in Roosendaal. De verloskunde wordt geconcentreerd in een nieuw Moeder-kind centrum in Bergen op Zoom. Als reden voor de fusie werd aangedragen dat de nieuwe organisatie beter kan voldoen aan kwaliteitseisen en volumenormen zoals deze door de beroepsgroepen worden gesteld.
Eind december 2012 werd het voornemen tot fuseren gemeld bij de Nederlandse Mededingingsautoriteit.
In september 2013 keurde de ACM de fusie goed, waarna de beide ziekenhuizen bestuurlijk fuseerden op 1 januari 2014.
Een motie van de SP om de fusie tegen te houden werd op 5 november 2013 in de Tweede Kamer verworpen. Bezwaren waren gericht op de concentratie van verloskundige zorg in Bergen op Zoom en de bereikbaarheid van spoedeisende hulp.
Op 31 oktober 2014 werd bekend dat de nieuwe organisatie het Bravis Ziekenhuis gaat heten. De naam is een verwijzing naar Brabant, brave (Engels voor moed) en vis (Latijn voor kracht).